# Хворостянка (Самарская область)
Хворостянка — село, центр Хворостянского района Самарской области и одноимённого сельского поселения.

## География
Расположено в 138 километрах от Самары на реке Чагра, в 28 километрах от железнодорожной станции Чагра.

## История
К 1859 году в селе насчитывалось 510 дворов и 3365 человек. Это было крупное торговое село. К 1889 году в Хворостянке за год проводилось три ярмарки. В Хворостянке имелось четыре маслобойки, одна водяная и 13 ветряных мельниц, 5 кузниц.

## Название
Название села происходит от слова «хворост».

## Население
| 1959 | 1970  | 1979  | 1989  | 2002  | 2010  | 2021  |
| ---- | ----- | ----- | ----- | ----- | ----- | ----- |
| 2483 | ↗2803 | ↗3319 | ↗4258 | ↗4937 | ↗5161 | ↗5164 |

## Известные люди
Хворостянка — родина советского космонавта, Героя Советского Союза Олега Юрьевича Атькова.